# Cholchol
Cholchol este un târg și comună din provincia Cautín, regiunea La Araucanía, Chile, cu o populație de 10.382 locuitori (2012) și o suprafață de 427,9 km2.